# Алексеев, Дмитрий Константинович
Дмитрий Константинович Алексеев (род. 10 августа 1947, Москва) — советский и российский пианист, ныне живущий в Англии, музыкальный педагог.
Дмитрий Алексеев — выпускник Московской консерватории. Он также обучался у Дмитрия Башкирова. В 1970-х годах дебютировал в Лондоне, Вене, Чикаго и Нью-Йорке. Лауреат V международного конкурса им. Чайковского. Он выиграл Международный конкурс пианистов в Лидсе в 1975 году. Сейчас он преподаёт в Королевском колледже музыки в Лондоне.
Супруга: пианистка Татьяна Михайловна Саркисова (род. 1944 г.)
Дочь: пианистка Алексеева-Маневская Анна Дмитриевна (род. 1972 г.)

## Репертуар
Репертуар Алексеева, часть из которого записана, включает в себя произведения композиторов: Роберт Шуман, Эдвард Григ, Иоганнес Брамс, Сергей Прокофьев, Фредерик Шопен, Николай Метнер, Сергей Рахманинов, Дмитрий Шостакович и Даниил Холодов. Он также известен как аккомпаниатор Барбары Хендрикс.